# بارك جاي سيونغ
بارك جاي سيونغ مواليد 1 أبريل 1923 في شبه الجزيرة الكورية، هو لاعب كرة قدم كوري جنوبي. يلعب في مركز الدفاع. مثّل منتخب كوريا الجنوبية لكرة القدم. سبق له أن لعب في كأس العالم لكرة القدم مع منتخب بلاده.

## روابط خارجية
- بارك جاي سيونغ على موقع الاتحاد الدولي (مؤرشف)  (الإنجليزية)
- بارك جاي سيونغ على موقع ناشيونال فوتبول تيمز (الإنجليزية)
- بارك جاي سيونغ على موقع Soccerway.com (الإنجليزية)
- بارك جاي سيونغ على موقع عالم كرة القدم.نت (الإنجليزية)